# Zaluscodes aucklandicus
Zaluscodes aucklandicus is een tweevleugelige uit de familie steltmuggen (Limoniidae). De soort komt voor in het Australaziatisch gebied.